# Dibrachys fuscicornis
Dibrachys fuscicornis är en stekelart som först beskrevs av Walker 1836.  Dibrachys fuscicornis ingår i släktet Dibrachys och familjen puppglanssteklar. Arten är reproducerande i Sverige. Inga underarter finns listade i Catalogue of Life.